# Macrohastina stenozona
Macrohastina stenozona là một loài bướm đêm trong họ Geometridae.